# Robert Huber (Physiker)
Robert Alexander Huber (* 14. Februar 1973 in München) ist ein deutscher Physiker und Professor am Institut für Biomedizinische Optik der Universität zu Lübeck.

## Leben
Huber besuchte von 1979 bis 1983 die Grundschule in Schnaitsee und wechselte dann an das Luitpold-Gymnasium Wasserburg am Inn, wo er 1992 das Abitur machte. Er studierte anschließend bis Januar 1998 Physik an der LMU München, wo er 2002 in der Gruppe von Josef Wachtveitl am Institut für Medizinische Optik mit einer Arbeit zum Thema Elektronentransfer an Farbstoff-Halbleiter-Grenzflächen promoviert wurde.
Durch ein Auslandsstipendiat, an das sich ein Post-Doc-Aufenthalt anschloss, verbrachte er mehrere Jahre am Research Laboratory of Electronics des Massachusetts Institute of Technology (MIT). Dort entwickelte er den Fourier Domain Mode Locking Laser. Nach fünf Jahren als Nachwuchsgruppenleiter am Lehrstuhl für BioMolekulare Optik der LMU München nahm er 2013 einen Ruf an das Institut für Biomedizinische Optik der Universität zu Lübeck an. Robert Huber ist Mitglied des Vorstands des DFG-Exzellenzclusters Precision Medicine in Chronic Inflammation an der Universität Kiel.

## Auszeichnungen
- 2003: Albert-Weller-Preis der Fachgruppe Photochemie der Gesellschaft Deutscher Chemiker[2]
- 2008: Rudolf-Kaiser-Preis
- 2011, 2012: Wahl unter Deutschlands 40 Top-Talenten aus dem Bereich Forschung der Zeitschrift Capital
- 2013: Klung-Wilhelmy-Weberbank-Preis
- 2017: Europäischer Erfinderpreis für seinen Beitrag zur Optischen Kohärenztomografie[5]